# Élections régionales de 2010 en Auvergne
Pour un article plus général, voir Élections régionales françaises de 2010.

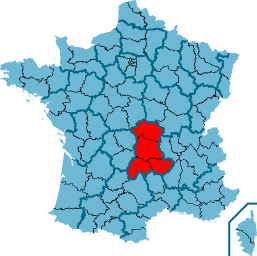
La région Auvergne

Les élections régionales eurent lieu les 14 et 21 mars 2010. Dans la région Auvergne, elles virent la réélection au second tour de la liste d'union de la gauche menée par le président sortant, René Souchon.

## Mode d'élection
Le mode de scrutin est fixé par le code électoral. Il précise que les conseillers régionaux sont élus tous les six ans.
Les conseillers régionaux sont élus dans chaque région au scrutin de liste à deux tours sans adjonction ni suppression de noms et sans modification de l'ordre de présentation. Chaque liste est constituée d'autant de sections qu'il y a de départements dans la région.
Si une liste a recueilli la majorité absolue des suffrages exprimés au premier tour, le quart des sièges lui est attribué. Le reste est réparti à la proportionnelle suivant la règle de la plus forte moyenne. Une liste ayant obtenu moins de 5 % des suffrages exprimés ne peut se voir attribuer un siège.
Sinon on procède à un second tour où peuvent se présenter les listes ayant obtenu 10 % des suffrages exprimés. La composition de ces listes peut être modifiée pour comprendre les candidats ayant figuré au premier tour sur d’autres listes, sous réserve que celles-ci aient obtenu au premier tour au moins 5 % des suffrages exprimés et ne se présentent pas au second tour. À l’issue du second tour, les sièges sont répartis de la même façon.
Les sièges étant attribués à chaque liste, on effectue ensuite la répartition entre les sections départementales, au prorata des voix obtenues par la liste dans chaque département.

## Résultats de 2004
| Tête de liste  | Tête de liste             | Liste           | Premier tour | Premier tour | Second tour | Second tour | Sièges | Sièges |
| Tête de liste  | Tête de liste             | Liste           | #            | %            | #           | %           | #      | %      |
| -------------- | ------------------------- | --------------- | ------------ | ------------ | ----------- | ----------- | ------ | ------ |
|                | Valéry Giscard d'Estaing* | UMP - UDF - FRS | 215 921      | 36,39        | 299 483     | 47,33       | 17     | 36,2   |
|                | Pierre-Joël Bonté         | PS              | 167 433      | 28,22        | 333 301     | 52,67       | 30     | 63,8   |
|                | André Chassaigne          | PCF             | 54 609       | 9,20         | 333 301     | 52,67       | 30     | 63,8   |
|                | Yves Gueydon              | Les Verts       | 33 272       | 5,61         | 333 301     | 52,67       | 30     | 63,8   |
|                | Louis de Condé            | FN              | 56 874       | 9,58         |             |             |        |        |
|                | Marie Savre               | LCR - LO        | 25 389       | 4,28         |             |             |        |        |
|                | Hugues Auvray             | Sans étiquette  | 20 498       | 3,45         |             |             |        |        |
|                | Hubert Constancias        | MEI             | 13 287       | 2,24         |             |             |        |        |
|                | Claude Jaffrès            | MNR             | 6 108        | 1,03         |             |             |        |        |
|                |                           |                 |              |              |             |             |        |        |
| Inscrits       | Inscrits                  | Inscrits        | 975 066      | 100,00       | 974 868     | 100,00      |        |        |
| Abstention     | Abstention                | Abstention      | 350 402      | 35,94        | 312 847     | 32,09       |        |        |
| Votants        | Votants                   | Votants         | 624 664      | 64,06        | 662 021     | 67,91       |        |        |
| Blancs et nuls | Blancs et nuls            | Blancs et nuls  | 31 273       | 5,01         | 29 237      | 4,42        |        |        |
| Exprimés       | Exprimés                  | Exprimés        | 593 391      | 94,99        | 632 784     | 95,58       |        |        |

Les listes PS, PCF et des Verts ont fusionné entre les deux tours.
Malgré l'absence du FN au second tour, ce fief historique de la droite de gouvernement bascule pour la première fois à gauche avec la victoire du socialiste Pierre-Joël Bonté, rallié entre les deux tours par les communistes et les Verts, sur l'ancien Président de la République Valéry Giscard d'Estaing, qui présidait le Conseil régional depuis 1986.

## Candidats

### Têtes de liste au premier tour
- LO Lutte ouvrière : Marie Savre, conseillère municipale de Clermont-Ferrand (Puy-de-Dôme)
- NPA-FASE-Alter Ekolo-OC-Dissidents du PG La gauche 100 % sociale et écologique : Alain Laffont (NPA), conseiller municipal de Clermont-Ferrand (Puy-de-Dôme).
- FG-Mouvement politique d'éducation populaire (M'PEP) L'Humain avant tout : André Chassaigne (PCF), député-maire de Saint-Amant-Roche-Savine (Puy-de-Dôme).
- PS L'Auvergne juste et solidaire : René Souchon (PS), président sortant, ancien député-maire d'Aurillac (Cantal) et ancien secrétaire d'État puis ministre délégué à l'Agriculture et à la Forêt des gouvernements de Pierre Mauroy puis de Laurent Fabius (1983-1985).
- EÉ Europe Écologie Auvergne : Christian Bouchardy, écrivain et naturaliste.
- MoDem-AEI Auvergne Démocrate Écologie : Michel Fanget (MoDem), conseiller municipal de Clermont-Ferrand (Puy-de-Dôme) et ancien député UDF de la 1re circonscription du Puy-de-Dôme (1993-1997).
- Majorité présidentielle Union pour le renouveau de l'Auvergne : Alain Marleix (UMP), secrétaire d'État à l'Intérieur et aux Collectivités territoriales et ancien maire de Massiac (Cantal).
- FN Front National pour l'Auvergne ! : Érik Faurot, secrétaire départemental du FN pour le Puy-de-Dôme.

### Têtes de liste pouvant se maintenir au second tour

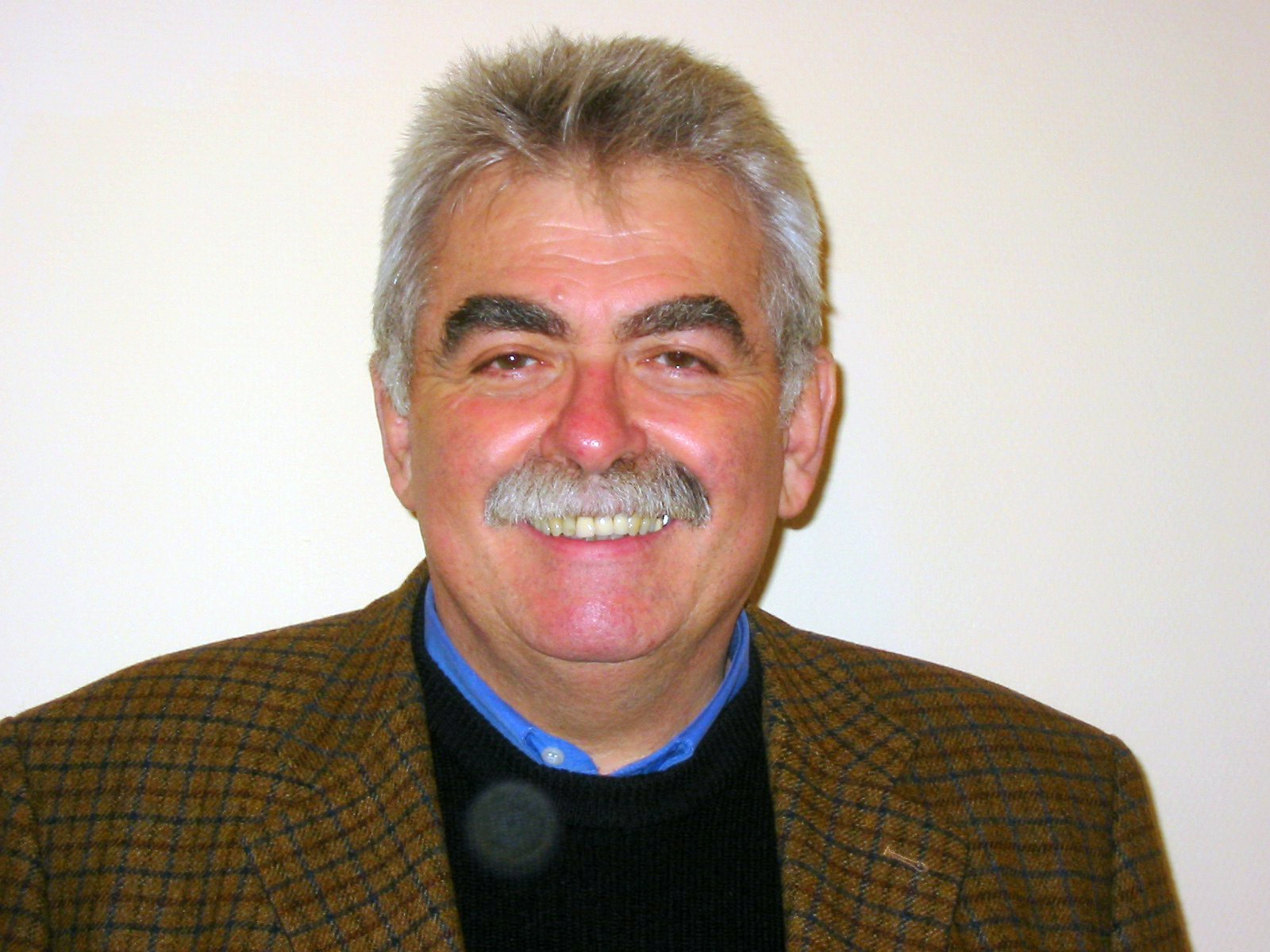
André Chassaigne
Christian Bouchardy
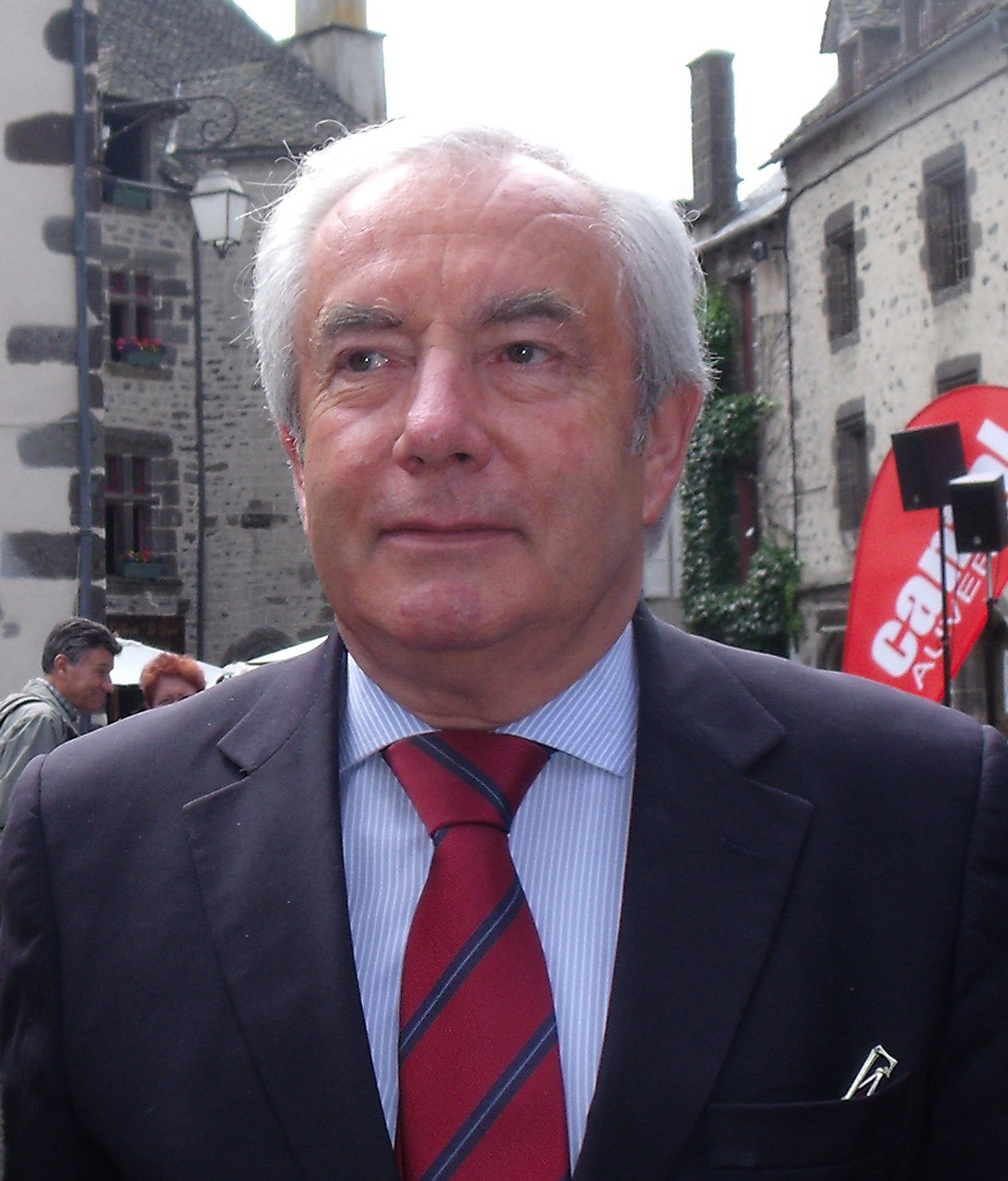
Alain Marleix

Les trois listes de gauche ayant dépassé le seuil de 5 % des suffrages exprimés, conduites par René Souchon (L'Auvergne juste et solidaire), André Chassaigne (L'Humain avant tout) et Christian Bouchardy (Europe Écologie Auvergne), fusionnent en une liste unique intitulée Rassemblement pour l'Auvergne juste et solidaire, conduite par René Souchon. Les trois têtes de liste régionales du premier tour, précédemment candidates, sur leurs listes respectives, au titre du département du Puy-de-Dôme (René Souchon, en 1re place, André Chassaigne en 1re place et Christian Bouchardy en 2e place), sont réunies dans le contingent des candidats représentant le Puy-de-Dôme : René Souchon (1re place), André Chassaigne (3e place) et Christian Bouchardy (5e place).

### Têtes de liste départementale
| Listes | Listes                                  | Allier                        | Cantal                 | Haute-Loire                        | Puy-de-Dôme            |
| ------ | --------------------------------------- | ----------------------------- | ---------------------- | ---------------------------------- | ---------------------- |
|        | Liste Savre (LO)                        | Véronique Dreyfus             | Claude Dufour          | Daniel Seguy                       | Marie Savre            |
|        | Liste Laffont (NPA & alliés)            | Gérard Gendre (AE)            | Olivier Polfer (NPA)   | Christine Chevalier (NPA)          | Yves Gueydon (AE)      |
|        | Liste Chassaigne (FG)                   | Luc Bourduge (PCF)            | Patrick Perrier (PCF)  | Yves Prat (PG)                     | André Chassaigne (PCF) |
|        | Liste Souchon (PS)                      | Jean Mallot                   | Dominique Bru          | Arlette Arnaud-Landau              | René Souchon           |
|        | Liste Bouchardy (EÉ)                    | Nicole Rouaire (Verts)        | Lionel Roucan (Verts)  | Pierre Pommarel (Verts)            | Agnès Mollon (Verts)   |
|        | Liste Fanget (MoDem-AEI)                | Christine Crost-Audin (MoDem) | Michel Fabre (AEI-MEI) | Anne-Audrey Perrin-Patural (MoDem) | Michel Fanget (MoDem)  |
|        | Liste Marleix (Majorité Présidentielle) | Daniel Dugléry (UMP)          | Alain Marleix (UMP)    | Marie-Agnès Petit (UMP)            | Brice Hortefeux (UMP)  |
|        | Liste Faurot (FN)                       | Louis de Condé                | Robert Heyraud         | Pierre Cheynet                     | Érik Faurot            |

## Sondages

### Notoriété
Une étude de décembre 2009 du cabinet LH2 démontre que seulement 23 % des Auvergnats connaissent spontanément le nom de leur président : René Souchon, qui n'a pris la présidence régionale qu'en février 2006 à la suite du décès de Pierre-Joël Bonté (il est alors le 11e chef d'exécutif régional le plus méconnu, sur 21). Mais seulement 34 % des personnes interrogées dans la région ne le connaissent pas du tout, même après que son nom ait été cité.

### Thèmes de campagne
D'après la même étude LH2, les Auvergnats interrogés citent les thèmes suivant comme leurs priorités pour la campagne :
1. La protection de l’environnement et l’amélioration du cadre de vie : 46 % ;
2. Le développement économique et l’aide aux entreprises : 43 % ;
3. Le financement et la mise en œuvre de la formation professionnelle et de l’apprentissage : 40 % ;
4. Le développement des infrastructures de transports ferroviaires notamment TER : 32 % ;
5. La construction et la rénovation des lycées : 12 % ;
6. Autre : 1 % ;
7. Ne se prononcent pas : 4 %.

## Résultats

### Régionaux
| Tête de liste Étiquette politique (partis et alliances) | Tête de liste Étiquette politique (partis et alliances)       | Premier tour | Premier tour | Second tour | Second tour | Sièges | Sièges |  |
| Tête de liste Étiquette politique (partis et alliances) | Tête de liste Étiquette politique (partis et alliances)       | Voix         | %            | Voix        | %           | Nombre | %      |  |
| ------------------------------------------------------- | ------------------------------------------------------------- | ------------ | ------------ | ----------- | ----------- | ------ | ------ |  |
|                                                         | Alain Marleix Majorité présidentielle (UMP - NC - MPF - CPNT) | 137 232      | 28,72        | 206 613     | 40,32       | 14     | 29,79  |  |
|                                                         | René Souchon sortant Parti socialiste (PRG - MRC)             | 133 925      | 28,02        | 305 828     | 59,68       | 33     | 70,21  |  |
|                                                         | André Chassaigne Front de gauche (M'PEP)                      | 68 146       | 14,26        | 305 828     | 59,68       | 33     | 70,21  |  |
|                                                         | Christian Bouchardy Europe Écologie                           | 51 106       | 10,69        | 305 828     | 59,68       | 33     | 70,21  |  |
|                                                         | Érik Faurot Front national                                    | 40 106       | 8,39         |             |             |        |        |  |
|                                                         | Michel Fanget Mouvement démocrate (AÉI)                       | 21 513       | 4,50         |             |             |        |        |  |
|                                                         | Alain Laffont Nouveau parti anticapitaliste (FASE - OC)       | 20 033       | 4,19         |             |             |        |        |  |
|                                                         | Marie Savre Lutte ouvrière                                    | 5 835        | 1,22         |             |             |        |        |  |
|                                                         |                                                               |              |              |             |             |        |        |  |
| Inscrits                                                | Inscrits                                                      | 994 160      | 100,00       | 994 100     | 100,00      |        |        |  |
| Abstentions                                             | Abstentions                                                   | 494 058      | 49,70        | 448 633     | 45,13       |        |        |  |
| Votants                                                 | Votants                                                       | 500 102      | 50,30        | 545 467     | 54,87       |        |        |  |
| Blancs et nuls                                          | Blancs et nuls                                                | 22 206       | 4,44         | 33 026      | 6,05        |        |        |  |
| Exprimés                                                | Exprimés                                                      | 477 896      | 95,56        | 512 441     | 93,95       |        |        |  |

### Départementaux

#### Allier
| Tête de liste  | Tête de liste         | Liste                   | Premier tour | Premier tour | Second tour | Second tour | Sièges | Sièges |
| Tête de liste  | Tête de liste         | Liste                   | #            | %            | #           | %           | #      | %      |
| -------------- | --------------------- | ----------------------- | ------------ | ------------ | ----------- | ----------- | ------ | ------ |
|                | Daniel Dugléry        | Majorité présidentielle | 36 096       | 29,68        | 53 130      | 40,48       | 3      | 27,27  |
|                | Jean Mallot           | PS - PRG                | 35 289       | 29,01        | 78 114      | 59,52       | 8      | 72,73  |
|                | Luc Bourduge          | FG - M'PEP              | 16 775       | 13,79        | 78 114      | 59,52       | 8      | 72,73  |
|                | Nicole Rouaire        | EÉ                      | 10 609       | 8,72         | 78 114      | 59,52       | 8      | 72,73  |
|                | Louis de Condé        | FN                      | 11 245       | 9,25         |             |             |        |        |
|                | Gérard Gendre         | NPA - FASE - OC         | 5 164        | 4,25         |             |             |        |        |
|                | Christine Crost-Audin | MoDem - AEI             | 4 806        | 3,95         |             |             |        |        |
|                | Véronique Dreyfus     | LO                      | 1 641        | 1,35         |             |             |        |        |
|                |                       |                         |              |              |             |             |        |        |
| Inscrits       | Inscrits              | Inscrits                | 256 490      |              |             |             |        |        |
| Abstention     | Abstention            | Abstention              | 128 892      | 50,25        |             |             |        |        |
| Votants        | Votants               | Votants                 | 127 598      | 49,75        |             |             |        |        |
| Blancs et nuls | Blancs et nuls        | Blancs et nuls          | 5 973        | 2,33         |             |             |        |        |
| Exprimés       | Exprimés              | Exprimés                | 121 625      | 47,42        |             |             |        |        |

#### Cantal
| Tête de liste  | Tête de liste   | Liste                   | Premier tour | Premier tour | Second tour | Second tour | Sièges | Sièges |
| Tête de liste  | Tête de liste   | Liste                   | #            | %            | #           | %           | #      | %      |
| -------------- | --------------- | ----------------------- | ------------ | ------------ | ----------- | ----------- | ------ | ------ |
|                | Alain Marleix   | Majorité présidentielle | 25 153       | 41,93 %      | 33 624      | 51,00 %     | 3      | 60,00  |
|                | Dominique Bru   | PS - PRG                | 19 191       | 31,99 %      | 32 309      | 49,00 %     | 2      | 40,00  |
|                | Lionel Roucan   | EÉ                      | 4 387        | 7,31 %       | 32 309      | 49,00 %     | 2      | 40,00  |
|                | Patrick Perrier | FG - M'PEP              | 3 516        | 5,86 %       | 32 309      | 49,00 %     | 2      | 40,00  |
|                | Robert Heyraud  | FN                      | 3 215        | 5,36 %       |             |             |        |        |
|                | Michel Fabre    | MoDem - AEI             | 2 205        | 3,68 %       |             |             |        |        |
|                | Olivier Polfer  | NPA - FASE - OC         | 1 777        | 2,96 %       |             |             |        |        |
|                | Claude Dufour   | LO                      | 551          | 0,92 %       |             |             |        |        |
|                |                 |                         |              |              |             |             |        |        |
| Inscrits       | Inscrits        | Inscrits                | 122 401      |              |             |             |        |        |
| Abstention     | Abstention      | Abstention              | 59 664       | 48,74 %      |             |             |        |        |
| Votants        | Votants         | Votants                 | 62 737       | 51,26 %      |             |             |        |        |
| Blancs et nuls | Blancs et nuls  | Blancs et nuls          | 2 742        | 2,24 %       |             |             |        |        |
| Exprimés       | Exprimés        | Exprimés                | 59 995       | 49,02 %      |             |             |        |        |

#### Haute-Loire
| Tête de liste  | Tête de liste              | Liste                   | Premier tour | Premier tour | Second tour | Second tour | Sièges | Sièges |
| Tête de liste  | Tête de liste              | Liste                   | #            | %            | #           | %           | #      | %      |
| -------------- | -------------------------- | ----------------------- | ------------ | ------------ | ----------- | ----------- | ------ | ------ |
|                | Marie-Agnès Petit          | Majorité présidentielle | 24 790       | 31,05 %      | 39 914      | 46,22 %     | 3      | 37,50  |
|                | Arlette Arnaud-Landau      | PS - PRG                | 20 957       | 26,25 %      | 46 450      | 53,78 %     | 5      | 62,50  |
|                | Pierre Pommarel            | EÉ                      | 9 805        | 12,28 %      | 46 450      | 53,78 %     | 5      | 62,50  |
|                | Yves Prat                  | FG - M'PEP              | 5 204        | 6,52 %       | 46 450      | 53,78 %     | 5      | 62,50  |
|                | Pierre Cheynet             | FN                      | 9 649        | 12,09 %      |             |             |        |        |
|                | Anne-Audrey Perrin-Patural | MoDem - AEI             | 4 389        | 5,50 %       |             |             |        |        |
|                | Christine Chevalier        | NPA - FASE - OC         | 3 965        | 4,97 %       |             |             |        |        |
|                | Daniel Seguy               | LO                      | 1 081        | 1,35 %       |             |             |        |        |
|                |                            |                         |              |              |             |             |        |        |
| Inscrits       | Inscrits                   | Inscrits                | 174 616      |              |             |             |        |        |
| Abstention     | Abstention                 | Abstention              | 89 968       | 51,52 %      |             |             |        |        |
| Votants        | Votants                    | Votants                 | 84 648       | 48,48 %      |             |             |        |        |
| Blancs et nuls | Blancs et nuls             | Blancs et nuls          | 4 808        | 5,68 %       |             |             |        |        |
| Exprimés       | Exprimés                   | Exprimés                | 79 840       | 94,32 %      |             |             |        |        |

#### Puy-de-Dôme
| Tête de liste  | Tête de liste    | Liste                   | Premier tour | Premier tour | Second tour | Second tour | Sièges | Sièges |
| Tête de liste  | Tête de liste    | Liste                   | #            | %            | #           | %           | #      | %      |
| -------------- | ---------------- | ----------------------- | ------------ | ------------ | ----------- | ----------- | ------ | ------ |
|                | René Souchon     | PS - PRG                | 58 486       | 27,04 %      | 148 942     | 65,06 %     | 17     | 73,91  |
|                | André Chassaigne | FG - M'PEP              | 42 555       | 19,68 %      | 148 942     | 65,06 %     | 17     | 73,91  |
|                | Agnès Mollon     | EÉ                      | 26 291       | 12,16 %      | 148 942     | 65,06 %     | 17     | 73,91  |
|                | Brice Hortefeux  | Majorité présidentielle | 51 160       | 23,65 %      | 79 972      | 34,94 %     | 6      | 26,09  |
|                | Érik Faurot      | FN                      | 15 989       | 7,39 %       |             |             |        |        |
|                | Michel Fanget    | MoDem - AEI             | 10 123       | 4,68 %       |             |             |        |        |
|                | Yves Gueydon     | NPA - FASE - OC         | 9 125        | 4,22 %       |             |             |        |        |
|                | Marie Savre      | LO                      | 2 559        | 1,18 %       |             |             |        |        |
|                |                  |                         |              |              |             |             |        |        |
| Inscrits       | Inscrits         | Inscrits                | 441 804      |              |             |             |        |        |
| Abstention     | Abstention       | Abstention              | 216 760      | 49,06 %      |             |             |        |        |
| Votants        | Votants          | Votants                 | 225 044      | 50,94 %      |             |             |        |        |
| Blancs et nuls | Blancs et nuls   | Blancs et nuls          | 8 756        | 3,89 %       |             |             |        |        |
| Exprimés       | Exprimés         | Exprimés                | 216 288      | 96,11 %      |             |             |        |        |